# Ершовское муниципальное образование
Ершовское муниципальное образование — сельское поселение в Аткарском районе Саратовской области Российской Федерации.
Административный центр — деревня Ершовка.

## История
Статус и границы сельского поселения установлены Законом Саратовской области от 27 декабря 2004 года № 99-ЗСО «О муниципальных образованиях, входящих в состав Аткарского муниципального района».
18 апреля 2018 года Саратовской областной Думой принят закон "О преобразовании Ершовского и Языковского муниципальных образований Аткарского муниципального района Саратовской области и внесении изменений в Закон Саратовской области «О муниципальных образованиях, входящих в состав Аткарского муниципального района»
На основании принятого закона присвоено вновь образованному муниципальному образованию наименование «Ершовское муниципальное образование Аткарского муниципального района Саратовской области» и наделено статусом сельского поселения с административным центром в деревне Ершовка.

## Население
| 2010  | 2011  | 2012  | 2013  | 2014  | 2015  | 2016  |
| ----- | ----- | ----- | ----- | ----- | ----- | ----- |
| 1386  | ↘1384 | ↘1351 | ↘1313 | ↘1279 | ↘1269 | ↘1262 |
| 2017  | 2018  | 2019  | 2020  | 2021  |       |       |
| ↘1243 | ↗1249 | ↗2225 | ↘2183 | ↘1798 |       |       |

## Состав сельского поселения
| №  | Населённый пункт | Тип населённого пункта          | Население |
| -- | ---------------- | ------------------------------- | --------- |
| 1  | Бровцино         | деревня                         | 19        |
| 2  | Варыпаевка       | деревня                         | 52        |
| 3  | Ершовка          | деревня, административный центр | ↘736      |
| 4  | Марфино          | село                            | ↘574      |
| 5  | Сельхозтехника   | посёлок                         | 5         |
| 6  | Большая Осиновка | село                            | ↘353      |
| 7  | Гвардеевка       | деревня                         | 1         |
| 8  | Зубовка          | деревня                         | 25        |
| 9  | Иваново-Языковка | село, административный центр    | ↗537      |
| 10 | Ракитовка        | деревня                         | 2         |
| 11 | Сосновка         | село                            | 43        |
| 12 | Языковка         | село                            | ↘185      |